# Абу Ікаль ібн аль-Аглаб
Абу Ікаль ібн Ібрагім ібн аль-Аглаб (араб. أبو عقال الأغلب بن إبراهيم; д/н —лютий 838) — 4-й емір держави Аглабідів в 838—841 роках.

## Життєпис
Походив з династії Аглабідів. Молодший син еміра Ібрагіма I. Про дату народження та молоді роки відомостей обмаль. Відрізнявся освітою, ерудицією та розумом.
Посів трон 838 року після смерті брата Зіядет-Аллах I. Продовжив політику попередників щодо зміцнення влади в державі, налагодженню оподаткування та управління.
Походи флоту Аглабідів проти візантійців тривали. На Сицилії мусульмани продовжили наступ вглиб острова, захопивши у 838—839 роках фортеці Курулун, Тріокала, Марину, Геракс. У 841 році війська Аглабідів сплюндрували територію від Енни до Гротта.
Водночас емір активно втручався у протистояння між дукатами і князівствами Південної Італії. 838 року відправив війська проти Сікарда, князя Беневента. 840 року вдалося захопити Тарент. Це дало змогу здійснювати піратські напади на балканське узбережжя Візантії в Іонічному та Адріатичному морях.
Помер Абу Імаль у 841 році. Йому спадкував син Мухаммед І.